# Eto! Baš hoću!
Eto! Baš hoću! (trad. Beh! Lo voglio proprio!) è il terzo album in studio del gruppo rock jugoslavo Bijelo Dugme, pubblicato nel 1976.

## Tracce
Tutte le tracce sono state scritte e composte da Goran Bregović, eccetto dove indicato.
1. Izgledala je malo čudno u kaputu žutom krojenom bez veze – 4:41
2. Loše vino – 2:36 (testo: Arsen Dedić)
3. Eto! Baš hoću! – 3:52
4. Dede bona, sjeti se, de, tako ti svega – 4:56
5. Slatko li je ljubit' tajno – 4:37
6. Ništa mudro – 2:32 (testo: Duško Trifunović)
7. Ne dese se takve stvari pravome muškarcu – 4:08
8. Sanjao sam noćas da te nemam – 6:46

## Formazione

### Gruppo
- Goran Bregović - chitarra
- Željko Bebek - voce, basso
- Zoran Redžić - basso
- Milić Vukašinović - batteria
- Laza Ristovski - tastiere

### Altri musicisti
- Benjamin Newson - sassofono
- Raphael Ravenscroft - sassofoni
- Alf Waite Jr. - trombone
- David Defries - tromba
- Joy Yates - cori
- Stevie Lange - cori
- Val Stokes - cori